# Hybanthus pumilio
Hybanthus pumilio är en violväxtart som beskrevs av Paul Carpenter Standley. Hybanthus pumilio ingår i släktet Hybanthus och familjen violväxter. Inga underarter finns listade i Catalogue of Life.